# 第二街
第二街（英語：Second Street）是一條位於香港中西區西營盤的街道。
這條街道是早期西營盤發展的其中一部分。從南到北是高街、第三街、第二街及第一街；從西到東是西邊街、正街及東邊街。
第二街西邊連接水街，而東邊連接醫院道，長約450米。
第二街東段餘步里是由嘉里建設發展的豪宅縉城峰，基座是商店、老人院及停車場。第二街中段是正街街市及附近的傳統街市區，還有一個粉紅色的西園屋邨，附近也有些民生商店例如早於1985年12月開業的大昌食品專門店（已結業）。近西邊街有一個歷史悠久男女公共浴室（該浴室過去曾設有公廁部份，其後把廁格改成浴室，但仍可見「用後沖廁」字句），另浴室對面曾經設有地底公廁，該公廁建於1920年代，至1990年代初關閉並填平。

## 交通
第二街設一條行人天橋跨過第二街與正街的匯合點，連接正街街市及西營盤街市。在薄扶林道及水街之間的一段第二街設有一個巴士站，途經巴士路線連接中環、尖沙咀及南區等。專線小巴12及45A線亦途經第二街。
第二街鄰近港鐵港島綫西營盤站B2出口。

## 周邊小巷
第二街周邊的小巷包括常豐里及德星里通往第三街。

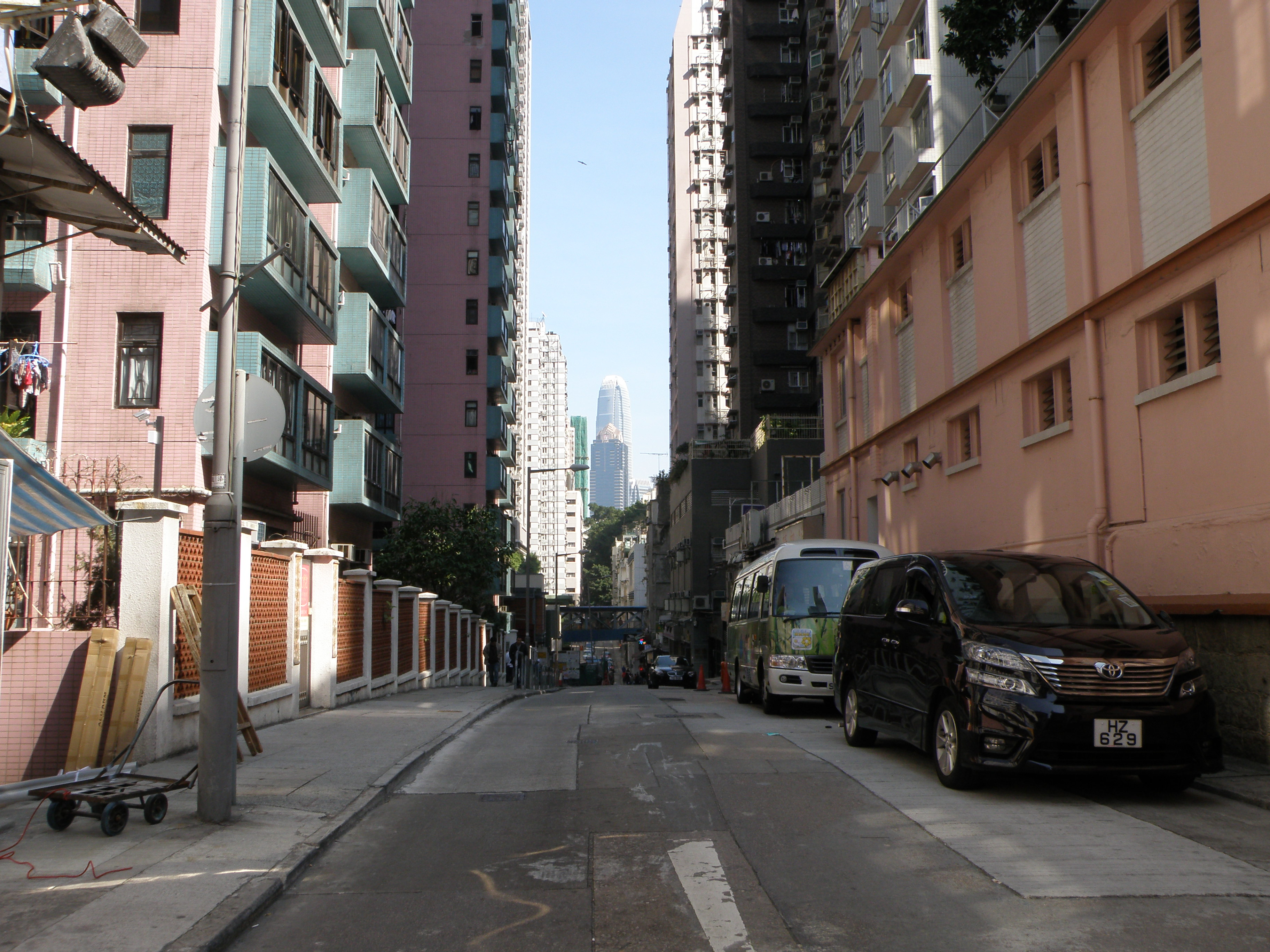
第二街
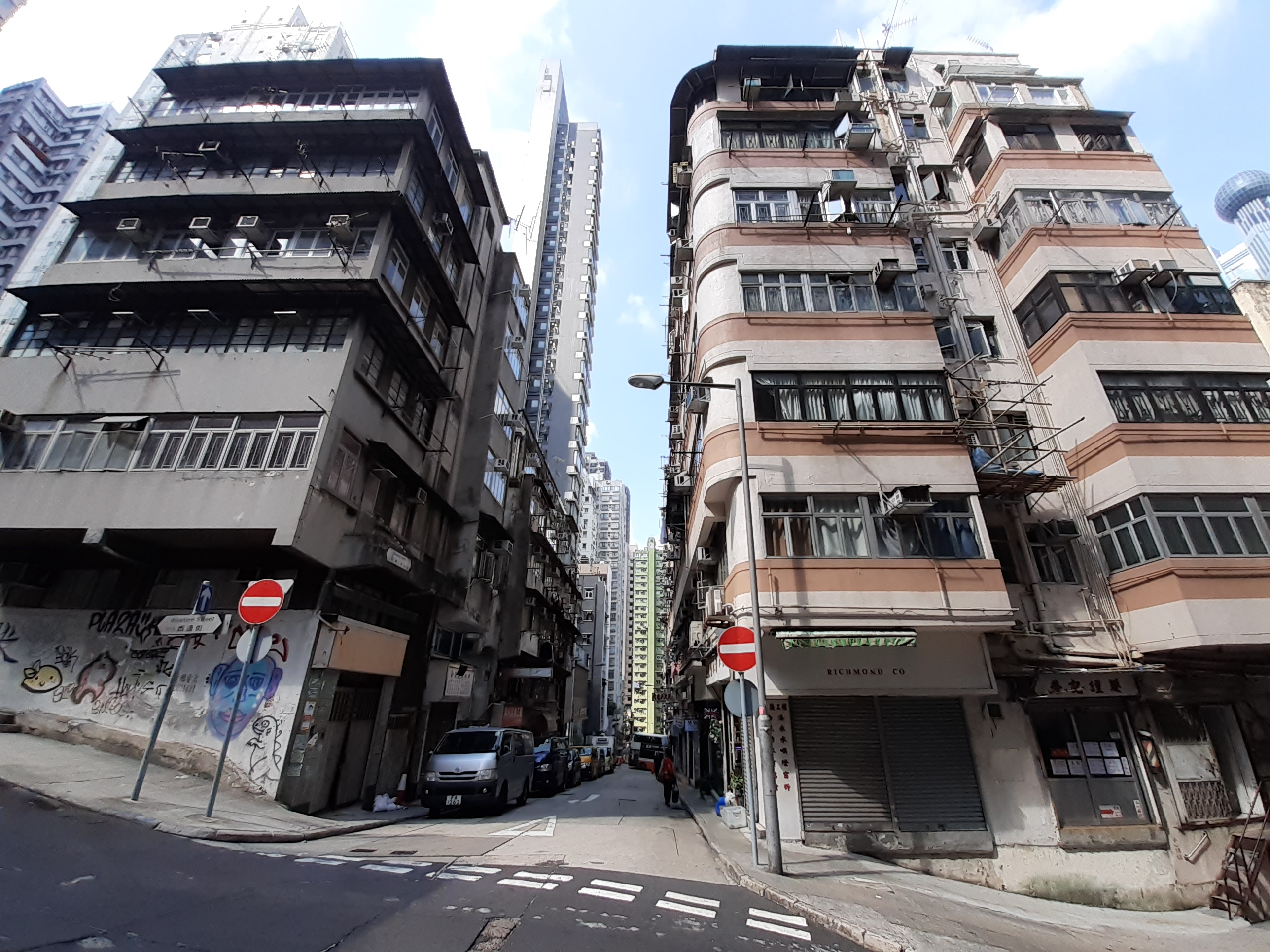
第二街街景
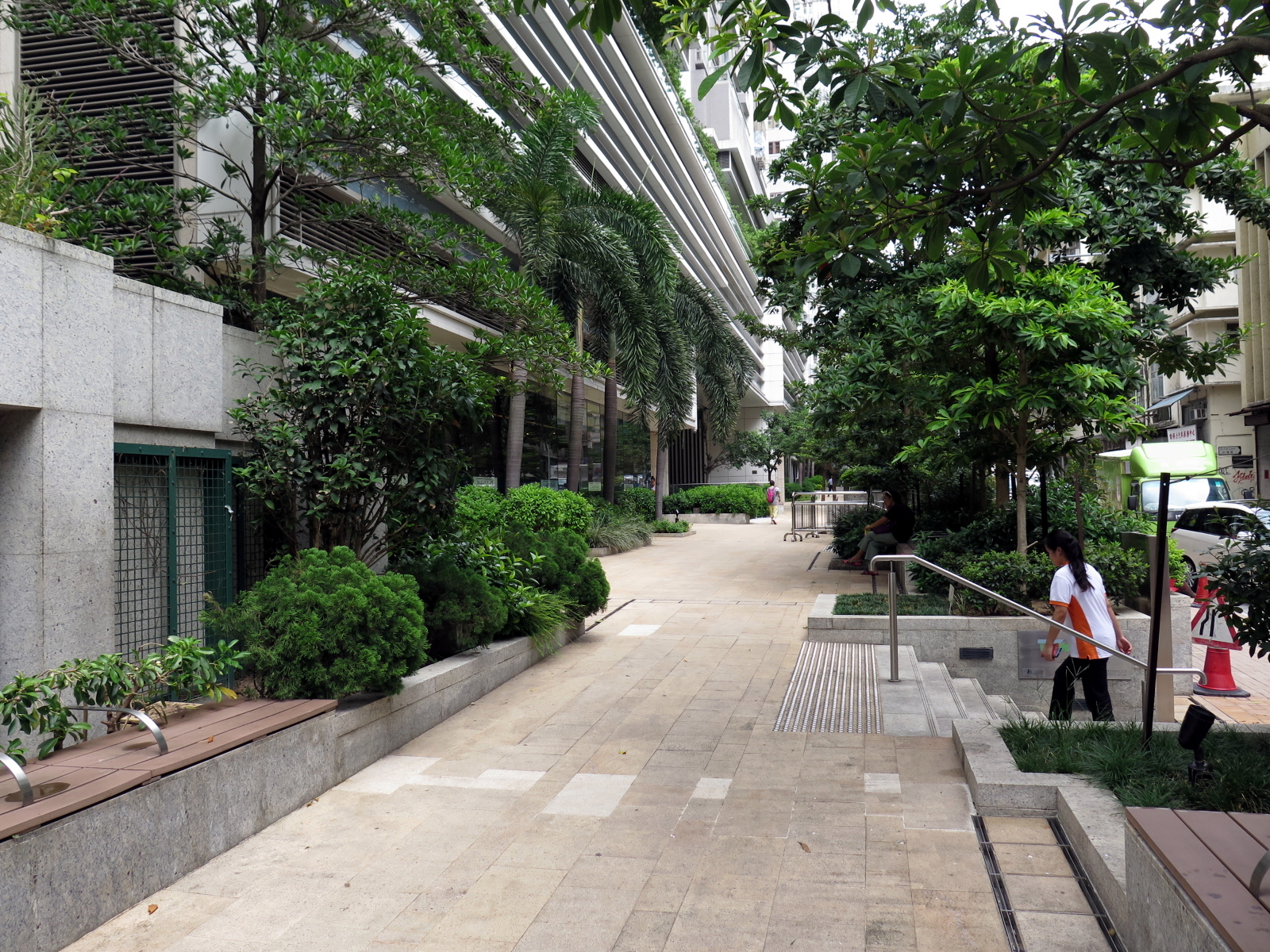
第二街縉城峰地下為公共休憩空間
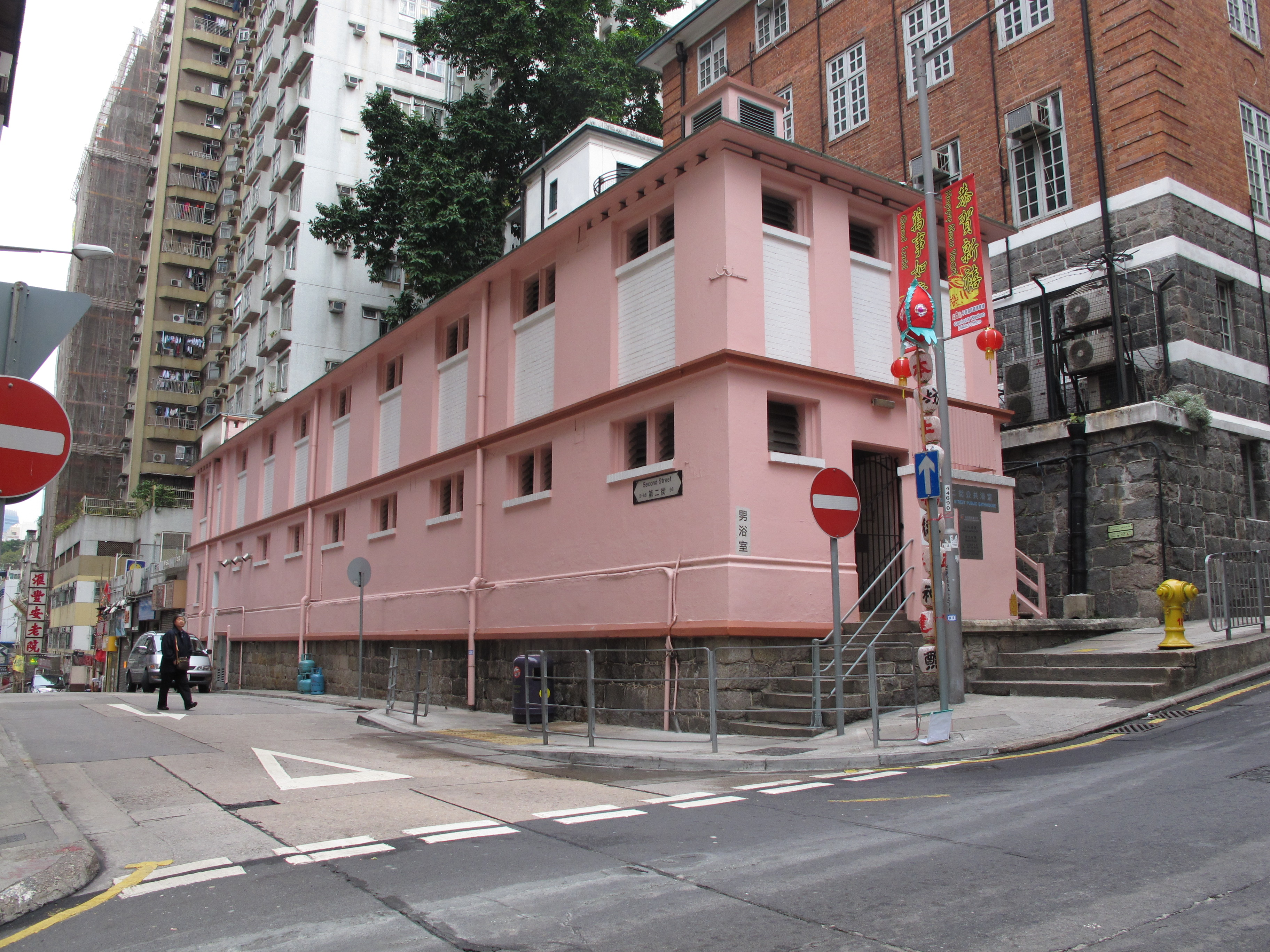
第二街公共浴室